# Ludmila Sulitková
Ludmila Sulitková, rozená Vavřínová (6. prosince 1946 Plzeň) je česká historička, archivářka a vysokoškolská učitelka Masarykovy univerzity v Brně, Univerzity J.E. Purkyně v Ústí nad Labem a dalších škol.

## Život
Narodila se v Plzni, kde její otec pracoval ve výzkumném oddělení Škodových závodů, matka byla profesí klasická filoložka. Koncem čtyřicátých let se rodina přestěhovala do Ostravy, kde otec nastoupil na Vysokou školu báňskou, ale z politických důvodů brzy skončil. Rodina se přestěhovala do Prahy, kde však politicky pronásledovaní rodiče nenašli odpovídající zaměstnání a opět se stěhovali, tentokrát do Borovan u Českých Budějovic. Po základní škole měla Ludmila ze stejných důvodů problém dostat se na střední školu. Pomohla jí pouze školní reforma, díky které mohla nastoupit do nepovinné deváté třídy. Následně v letech 1960–1964 absolvovala střední všeobecně vzdělávací školu v Trhových Svinech a souhrou náhod směla nastoupit na vysokou školu. S ohledem na příslib otcova zaměstnání v Brně zvolila tamní univerzitu, tehdy titulovanou J. E. Purkyně. Vystudovala archivnictví a pomocné vědy historické na katedře vedené profesorem Jindřichem Šebánkem. Jeho hlavní spolupracovnice na vydávání zásadní listinné edice, totiž Českého diplomatáře (Codex diplomaticus et epistolaris regni Bohemiae), byla docentka Sáša Dušková, pod jejímž vedením Sulitková zpracovala jak diplomovou práci se zaměřením na českou panovnickou kancelář posledních Přemyslovců Václava II. a Václava III. (1969), tak v následujícím roce i disertační práci (1970). 
Po absolutoriu v roce 1969 přesídlila do Bratislavy a nastoupila do Historického ústavu Slovenské akademie věd do oddělení dokumentace a vydávaní středověkých pramenů, řízeného významným slovenským medievistou a pozdějším profesorem Richardem Marsinou. V roce 1970 se provdala za slovenského etnologa Andreje Sulitku.
Pod vedením prof. Marsiny zpracovala v letech 1973–1977 kandidátskou práci Kancelář Posledního Arpádovce Ondřeje III. a v roce 1977 obhájila vědeckou hodnost CSc.
Se dvěma dětmi Sulitkovi koncem sedmdesátých let přesídlili do Brna, kde Sulitková roku 1981 našla zaměstnání jako archivářka v Archivu města Brna. V letech 1991–1995 vyučovala na katedře archivnictví Masarykovy univerzity v Brně. V roce 1995 v souvislosti s manželovou prací na Sekretariátu rady vlády pro národnostní menšiny ČR se Sulitková definitivně přestěhovala do Prahy. Zde vystřídala zaměstnání v sekretariátu České komise UNESCO a v letech 2000–2005 byla ředitelkou Archivu České akademie věd. Zároveň vedla seminář ke kultuře každodennosti středověkých a raně novověkých měst v Ústavu českých dějin filozofické fakulty Univerzity Karlovy. Své odborné a pedagogické působení završila roku 2004 habilitací v oboru pomocných věd historických a archivnictví na Univerzitě Komenského v Bratislavě. V letech 2005–2019 působila jako pedagožka na katedře historie Filozofické fakulty Univerzity J. E. Purkyně v Ústí nad Labem, nyní působí tamtéž na katedře archivnictví a pomocných věd historických. Přitom se průběžně zabývala i vlastní historickou badatelskou prací, především z fondů brněnského městského archivu, a činí tak dosud. Její bibliografie do počátku roku 2022 čítala pět monografií, napsaných samostatně nebo ve spojení s archivářkou kolegyní Hanou Jordánkovou, dvoje skripta, pět edic archivních pramenů a kolem 500 odborných historických nebo archivářských statí, posudků a recenzí.

## Publikace (výběr)

### Monografie
- Městské úřední knihy z Archivu města Brna 1343-1619, katalog, díly I–III, Brno 1999, 2001, 2003
- Vývoj městských knih v Brně ve středověku, Archiv Akademie věd ČR a Archiv města Brna, 2004, 259 s., ISBN 80-86404-13-7
- Brno I. Město uvnitř hradeb, Edice Zmizelá Morava. Paseka, Praha – Litomyšl 2008, 71 s., ISBN 978-80-7185-898-0, spoluautorka Hana Jordánková
- Brno II. Historická předměstí a Staré Brno, Edice Zmizelá Morava. Paseka, Praha - Litomyšl 2010, 96 s., ISBN 978-80-7432-077-4, spoluautorka Hana Jordánková
- Bibliografie k moravským královským městům ve středověku a raném novověku 1990–2010, Statutární město Brno – Archiv města Brna, 2014, 358 s., ISBN 978-80-86736-37-2, spoluautorka Hana Jordánková
- Archivnictví a spisová služba, Univerzita Jana Evangelisty Purkyně, Ústí nad Labem 2017, 195 s., ISBN 978-80-7561-027-0, spoluautor Radek Pokorný
- Předbělohorské Brno. Hospodářský potenciál města a sociální situace jeho obyvatel,Statutární město Brno – Archiv města Brna, 2020, ISBN 978-80-86736-63-1, 358 s., spoluautorka Hana Jordánková

### Studie
- Prehľad bádania o moravských mestách za roky 1959–1970, Historický časopis 20, č. 4, 1972, s. 585–612
- Brno v listinách do počátků institucionálního města, in: Brno v minulosti a dnes, Sborník příspěvků k dějinám a výstavbě Brna, Magistrát města Brna, Brno 1993, s. 54–65
- Italové v Brně v předbělohorském období, in: Cramars. Furlánští a italští obchodníci v českých zemích, ed. Giorgio Cadorini, Oddělení italistiky Ústavu románských studií FF UK, Praha 1999, s. 55–65, 89–92
- Možnosti zpřístupňování archivního materiálu v počítačovém věku, in: Archivy a zítřek. Sborník příspěvků z konference uspořádané ve dnech 22. – 23. září 1999 v Jindřichově Hradci, Jindřichův Hradec, Státní okresní archiv v Jindřichově Hradci 2000, s. 31–36, ISBN 80-238-5827-0
- Měšťané, jejich společenství a elity v Brně v předbělohorském období, in: Královská a poddanská města od své geneze k protoindustrializaci a industrializaci. Sborník příspěvků z mezinárodního odborného sympozia uspořádaného ve dnech 5. – 6. října 2001 v Příboře, Ostrava: Filozofická fakulta OU a Okresní vlastivědné muzeum Nový Jičín, 2002 s. 115–123.
- Lékárníci v Brně v předbělohorském období, in: Brno v minulosti a dnes, Sborník příspěvků k dějinám a výstavbě Brna, Magistrát města Brna, Brno 2003, s. 245–271, ISBN 80-902931-9-0
- Diplomatická produkce raněnovověkého královského města Brna, in: Brno v minulosti a dnes. Sborník příspěvků k dějinám a výstavbě Brna, Magistrát města Brna, Brno 2005, s. 101–117, ISBN 80-86736-01-6
- Úřední písemná kultura ve městě. Výsledky systémové analýzy pro středověk a raný novověk na příkladu královského města Brna, in: Úřední písemná kultura v českých a moravských městech ve středověku a raném novověku, sestavili Jan Hrdina a Kateřina Jíšová, Documenta Pragensia 2018, supplementum IX, s. 9–78
- Organisation und Produkte der Böhmischen und ungarischen Kanzlei der letzten Přemysliden und Árpáden im Kontext der politisch gesellschaftlichen Situation, in: Spätmittelalter in landesherrlichen Kanzleien Mitteleuropas. Alte Tradition und der mühsame Weg zu neuen Fragen und Antworten, hg. von Tomáš Velička, Lit Verlag Dr. W. Hopf, Berlin, 2020, s. 21–40

### Sborníky k jubileu
- Kolektiv autorů: Notum facimus universis collegis, sborník příspěvků k jubileu Ludmily Sulitkové, editorka Michaela Hrubá. UJEP Ústí nad Labem 2006
- Kolektiv autorů: Alis volat propriis, sborník příspěvků k jubileu Ludmily Sulitkové, k vydání připravila Hana Jordánková. Vydalo Statutární město Brno ve spolupráci s Archivem města Brna, UJEP v Ústí nad Labem a Zemským archivem v Opavě; Brno 2016, stran 692; ISBN 978-80-86736-49-5